# Građevinsko-geodetska škola Tuzla
Građevinsko-geodetska škola u Tuzli je mješovita srednja škola koja obrazuje kadrove u građevini i geodeziji. Škola radi od 1960. godine. Mnogi učenici ove škole nastavili su školovanje u zemlji inozemstvu i postigli uspjeh. Nalazi se na adresi Bosne Srebrene 55, javnog je tipa. Nastava se odvija na bošnjačkom jeziku i na srpskom jeziku.

## Vanjske poveznice
- Građevinsko-geodetska škola Tuzla  Arhivirana inačica izvorne stranice od 18. prosinca 2014. (Wayback Machine)
- Facebook
- Mješovita srednja građevinsko-geodetska škola Tuzla - Ministarstvo obrazovanja, nauke, kulture i sporta Tuzlanskog kantona  Arhivirana inačica izvorne stranice od 1. siječnja 2015. (Wayback Machine)
- Gimnazije.com  Arhivirana inačica izvorne stranice od 1. siječnja 2015. (Wayback Machine)